# Tankování paliva za letu

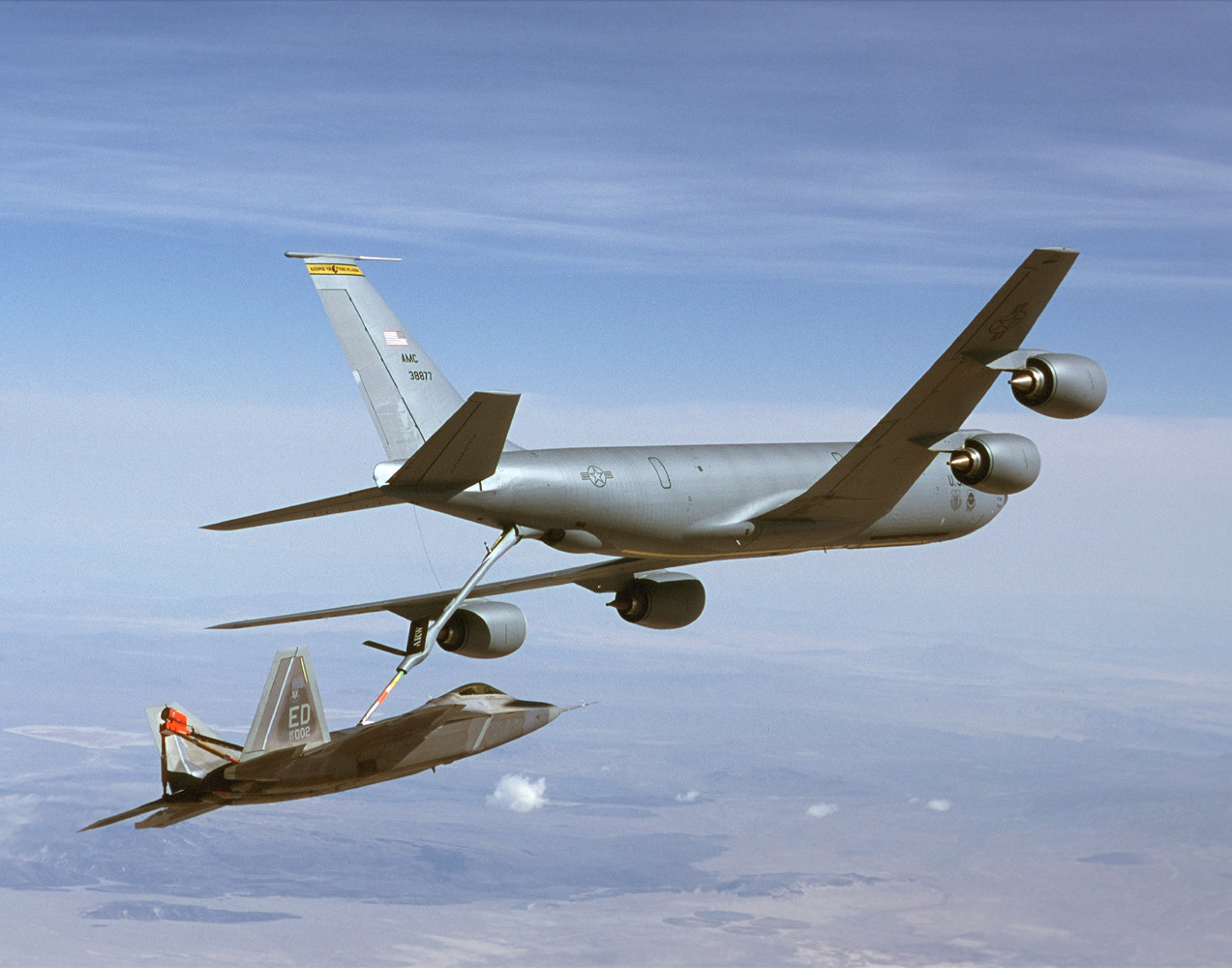
F-22 tankuje palivo z KC-135 Stratotanker, který využívá ráhnový tankovací systém.

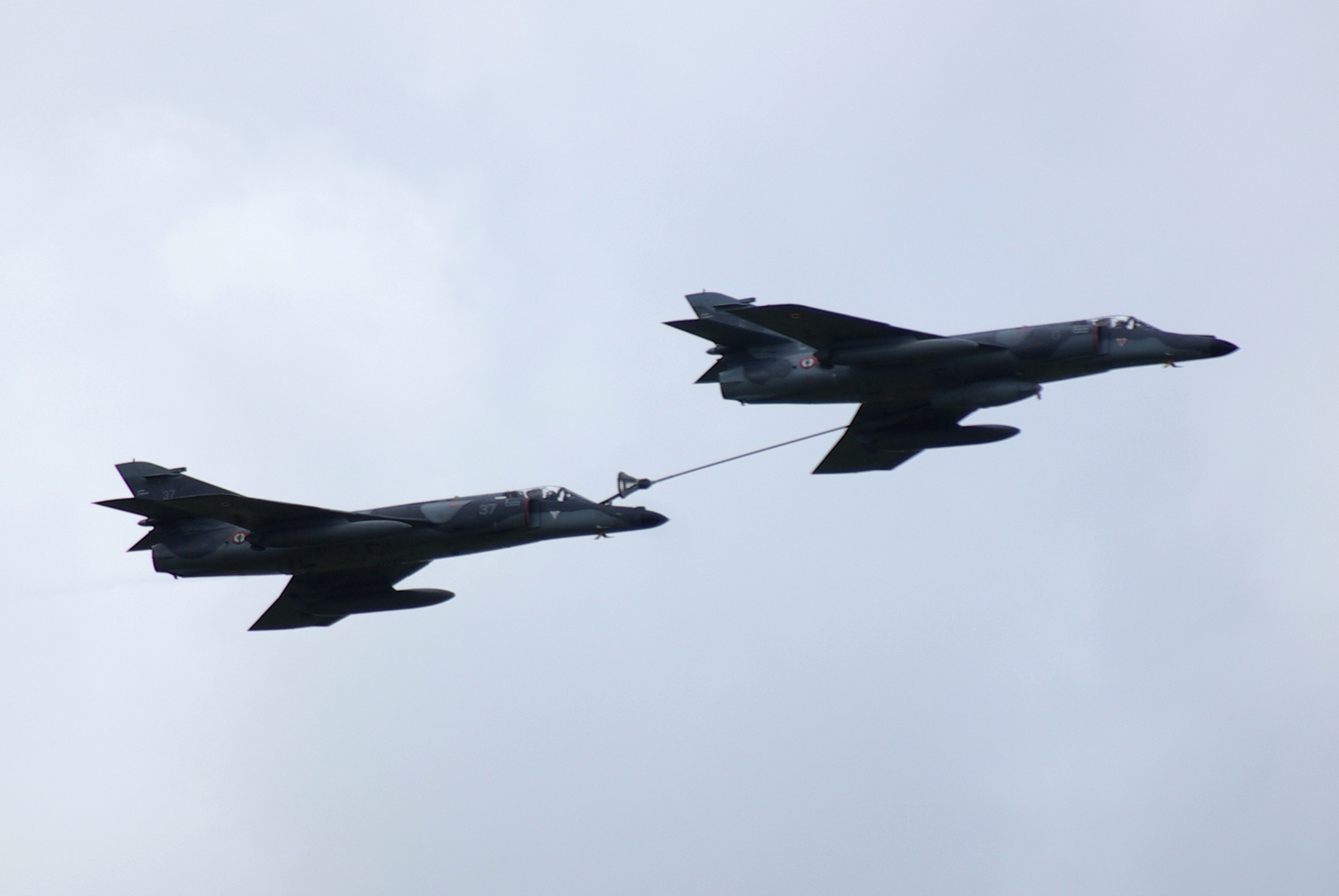
Dva letouny Super Étendard při vzájemném doplňování paliva hadicí z podvěsného kontejneru (buddy refueling)

Tankování nebo doplňování paliva za letu je proces přečerpání paliva z jednoho letadla (tanker) do druhého během letu. Tankováním za letu slouží k prodloužení doletu tankovaných letounů. Pro tyto účely se používá ve většině případů letounů a v méně častých případech bývají k doplňování paliva za letu využívány vrtulníky (pouze v konkrétních případech a za určitých podmínek).

## Historie a vývoj

### První pokusy

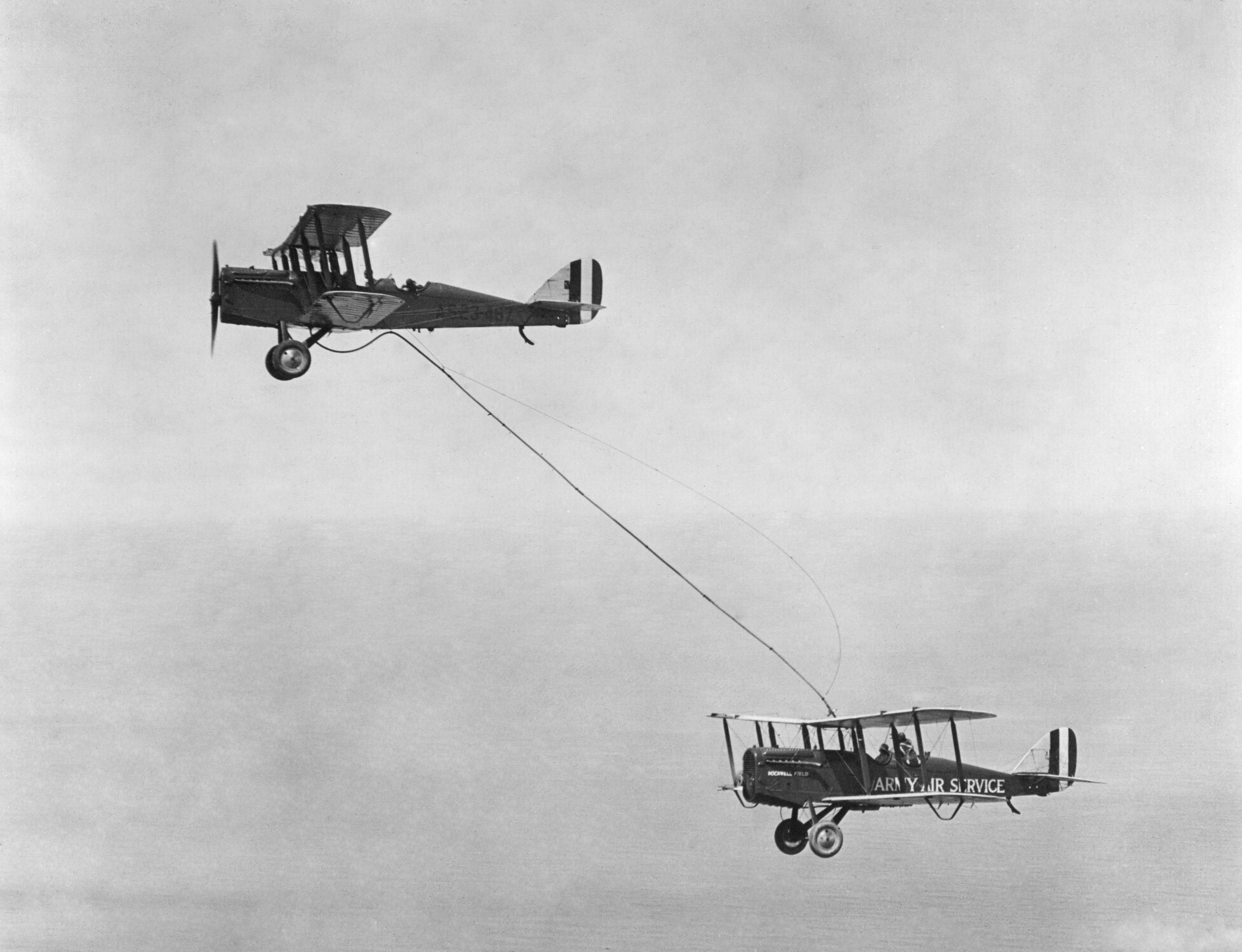
První tankování za letu, letouny DH-4B USAAS

Jedním z prvním propagátorů doplňování paliva za letu byl ruský pilot Alexander de Seversky. Ten během své služby u ruského námořnictva předložil v roce 1917 návrh metody na prodloužení doletu letadel. Po bolševické revoluci emigroval do USA a spolupracoval s leteckým sborem americké armády. V roce 1921 si nechal panentovat metodu doplňování paliva pomocí gravitačního proudění. Počátky pokusů s tankováním paliva během letu sahají do 20. let 20. století. K prvnímu doplnění paliva letícímu letadlu došlo 3. října 1920  u Washingtonu D.C., kdy posádka letounu pilotovaného námořním pilotem Godfreyem Cabotem zachytila na hladině řeky Potomac plovoucí kanystr s palivem, který následně druhý člen posádky vyzvedl a přelil do nádrže. V listopadu následujícího roku byl proveden pokus s doplněním paliva mezi dvěma letadly letícími ve formaci. Letec s kanystrem na zádech přešel z křídla jednoho letadla (Lincoln Standard) na křídlo druhého letadla (Curtiss JN-4).

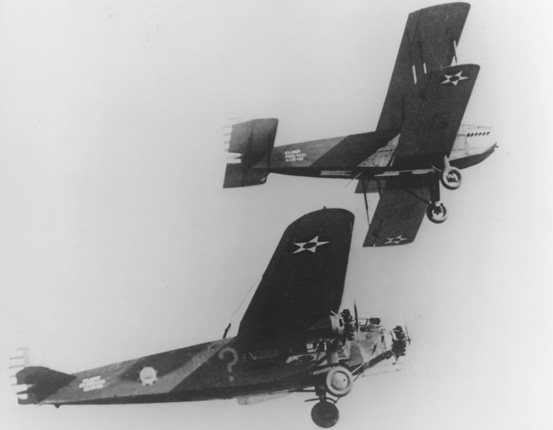
Atlantic C-2A USAAC pojmenovaný Question Mark doplňuje palivo z Douglasu C-1 během rekordního letu v délce 150 hodin podniknutého mezi 1. a 7. lednem 1929

První úspěšné doplnění paliva za letu z jednoho letadla do druhého provedl Alexandr de Seversky 27. června 1923 mezi letouny DH-4B pod záštitou letecké složky americké armády nad vojenskou základnou Rockewell Field v Kalifornii. Letadlo v pozici tankeru bylo vybaveno přídavnou nádrží s 15m gumovou hadicí, kterou ručně zachytil a propojil člen osádky tankovaného letadla s nádrží. Palivo mezi letadly teklo samospádem a hadice byla vybavena pojistným ventilem pro případ nečekaného rozpojení. Ještě tentýž rok posádka letounu přijímajícího palivo ve složení Lts. Lowell H. Smith a John P. Richter absolvovala mezi 27. a 28. srpnem rekordní let s dvouplošníkem DH-4B let, který trval 37 hodin a 15 minut. Během tohoto letu absolvovala posádka letounu devětkrát doplnění paliva za letu. Stejná posádka v říjnu téhož roku uskutečnila dvanáctihodinový let z kanadské hranice k mexické hranici, při kterém pomocí trojího doplnění paliva za letu překonala 1900 km.
Mezi srpnem a říjnem 1939 používaly britské aerolinky Imperial Airways konvertované letouny Handley Page Harrow společnosti Cobham - Flight Refuelling Limited ke vzdušnému dotankování létajících člunů Short třídy „C“ Cabot a Caribou na experimentální transatlantické poštovní trase Southampton–Montréal–New York. Do vypuknutí druhé světové války, která tyto pokusy přerušila, bylo provedeno patnáct úspěšných přeletů Atlantského oceánu za pomoci leteckého tankování. I přes tento pokrok během druhé světové války britské královské letectvo systém doplňování paliva za letu nepoužívalo (jak z důvodu nedostatku vhodných letounů, tak pro nebezpečnost tankování nad nepřátelským vzdušným prostorem). Koncem války ovšem plánovalo využití upravených bombardérů Halifax jako tankerů pro bombardéry Lancaster a Lincoln v připravované bombardovací kampani proti Japonsku.

### Poválečný rozvoj
Firma Flight Refuelling pokračovala s pokusy tankování paliva za letu jak během války, tak po jejím konci. V roce 1947 vykonal Liberator transatlantický let z Londýna do Montrealu, během něhož doplnil palivo z upraveného bombardéru Lancastrian (hadicovou metodou trup-trup). V Sovětském svazu probíhaly experimenty od roku 1946 s dvojicí letounů Tu-2, metodou křídlo-křídlo. Metodu trup-trup firmy Flight Refuelling využilo americké letectvo pro vlastní pokusy s doplňováním paliva svých bombaderů. V březnu 1948 provedla dvojice upravených bombarderů B-29 cvičné tankování s vodou místo paliva. V květnu téhož roku následolo přečerpání skutečného paliva. Firma Boeing poté pro americké letectvo postavila 92 tankerů KB-29M a 74 bombardérů B-29MR vypavených pro příjem paliva za letu. Pro americké letectvo byla vyvinuta metoda takování pomocí pevného 8,75m teleskopického ráhna opatřeného řídicími plochami, jenž byla v roce 1949 vyzkoušena na dvojici letadel YKB-29J.

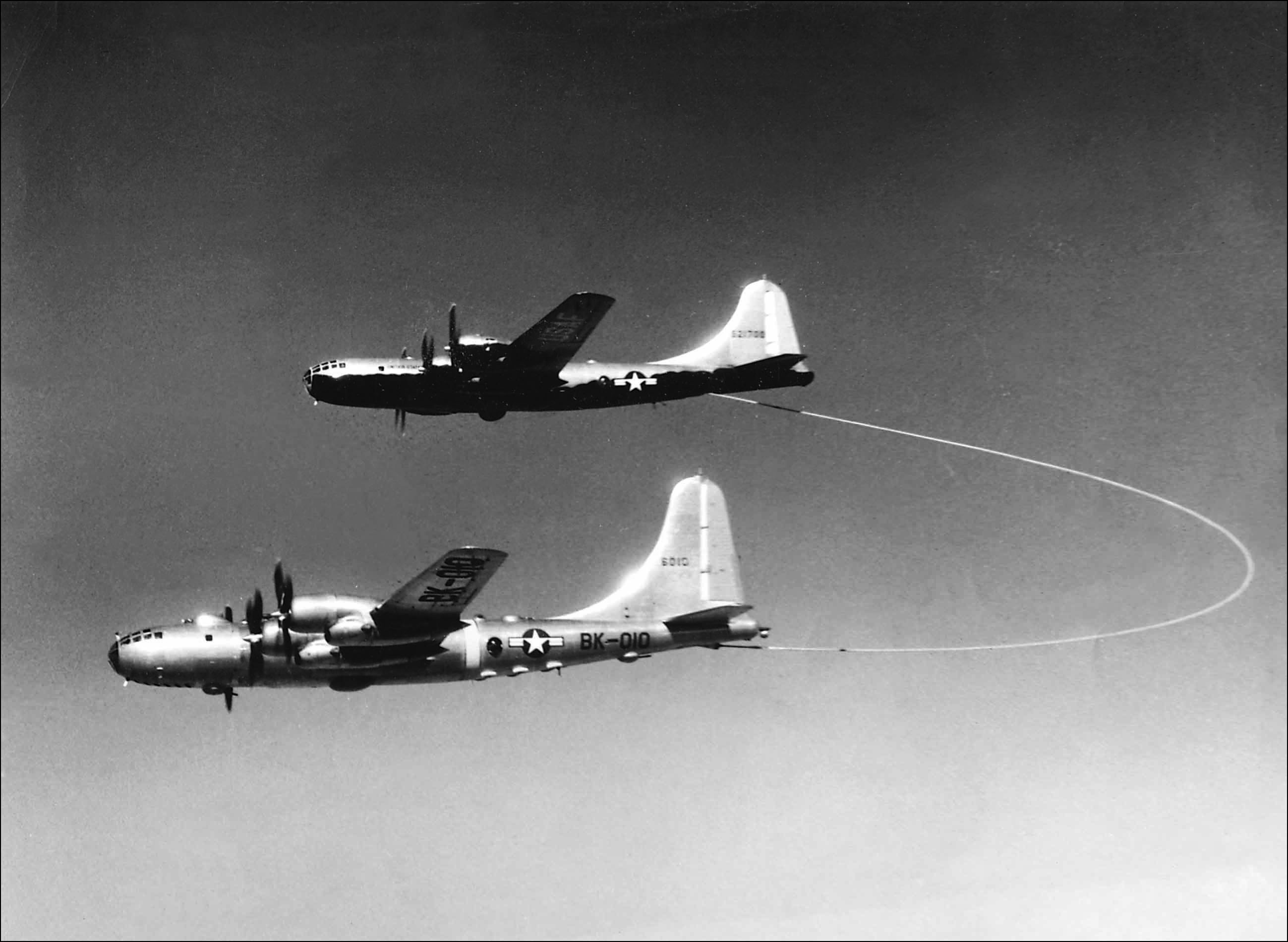
B-50 Superfortress Lucky Lady II při doplňování paliva z KB-29M během prvního non-stop obletu zeměkoule.

V březnu 1949 se Boeing B-50A Superfortress sériového čísla 46-0010 Lucky Lady II USAF za pomoci vzdušného tankování ze strojů KB-29M stal prvním letounem, který obletěl svět bez mezipřistání, přičemž během 94 hodin uletěl 37742 km.
| „                                           | Mise ukázala, že letectvo může poslat bombardéry ze Spojených států na jakékoliv místo na světě, které vyžaduje atomovou bombu. | “ |
| — Curtis LeMay, generál amerického letectva | |   |

K prvnímu bojovému využití tankování za letu došlo v červenci 1951 během války v Koreji, trojicí průzkumných letadel RF-80 amerického letectva, během průzkumného letu z Tegu nad Severní Koreu.
Na přelomu roku 1958 a 1959 vytvořili Robert Timm a John Cook světový rekord v délce nepřerušeného letu. A to tím, že mezi 4. prosincem 1958 a 7. únorem 1959, po dobu necelých 63 dnů uletěli zhruba 240000 km s letadlem Cessna 172 (reg č. N9172B) a to pomocí doplňování paliva z jedoucího automobilu.
Během války o Falklandy provedlo Britské královské letectvo mezi dubnem a červnem 1982 pětici leteckých úderů proti argentinským pozicím na Falklandách (operace Black Buck). Údery byly provedeny ze základny na ostrově Ascension vzdálené 6300 km od Falklandských ostrovů (celkem téměř 13000 km a 16 hodin letu). Pro velmi náročnou operaci byly nasazeny bombardéry Avro Vulcan a 14 tankovacích letounů Handley Page Victor, které postupně doplňovaly palivo sobě navzájem i samotnému bombardéru.

### Bezpilotní tankery a automatizace
Metody a technologie doplňování paliva se od konce padesátých let 20. století výrazně nezměnily. Počátkem 21. století americké námořnictvo testovalo projekt nového bezpilotního palubního bojového letounu s vlastnostmi stealth (UCLASS). Tento projekt byl nakonec v roce 2016 zrušen, ale dosažený pokrok byl využit v novém projektu na vývoj bezpilotního palubního tankeru a průzkumného letounu (CBARS). V projektu v srpnu 2018 zvítězil Boeing s letounem MQ-25A Stingray, jehož prototyp vzlétl v září 2019. Dne 4. června 2021 prototyp T1 vyvíjeného bezpilotního palubního tankovacího letounu Boeing MQ-25 Stingray jako první v historii úspěšně doplnil  palivo za letu jinému letounu, stroji F/A-18F Super Hornet zkušební jednotky VX-23 „Salty Dogs“. V dalších měsících pak doplnil palivo i dalším palubním letounům námořnictva a koncem roku absolvoval první zkoušky na palubě letadlové lodi USS George H. W. Bush. Americké námořnictvo má v plánu pořídit celkem 72 těchto palubních tankerů. Projekt amerického letectva na náhradu dosluhujících tankerů KC-10 Extender a KC-135 Stratotanker (NGAS) preferuje letouny se schopnostmi stealth, ale nepožaduje bezpilotní stroje.
Počátkem 21. století testovalo NASA systém automatického tankování. Také Airbus vyvinul pro své stroje A310 MRTT s tankovacím ráhnem automatizovaný systém pro spojení tankeru a tankovaného letounu (A3R).

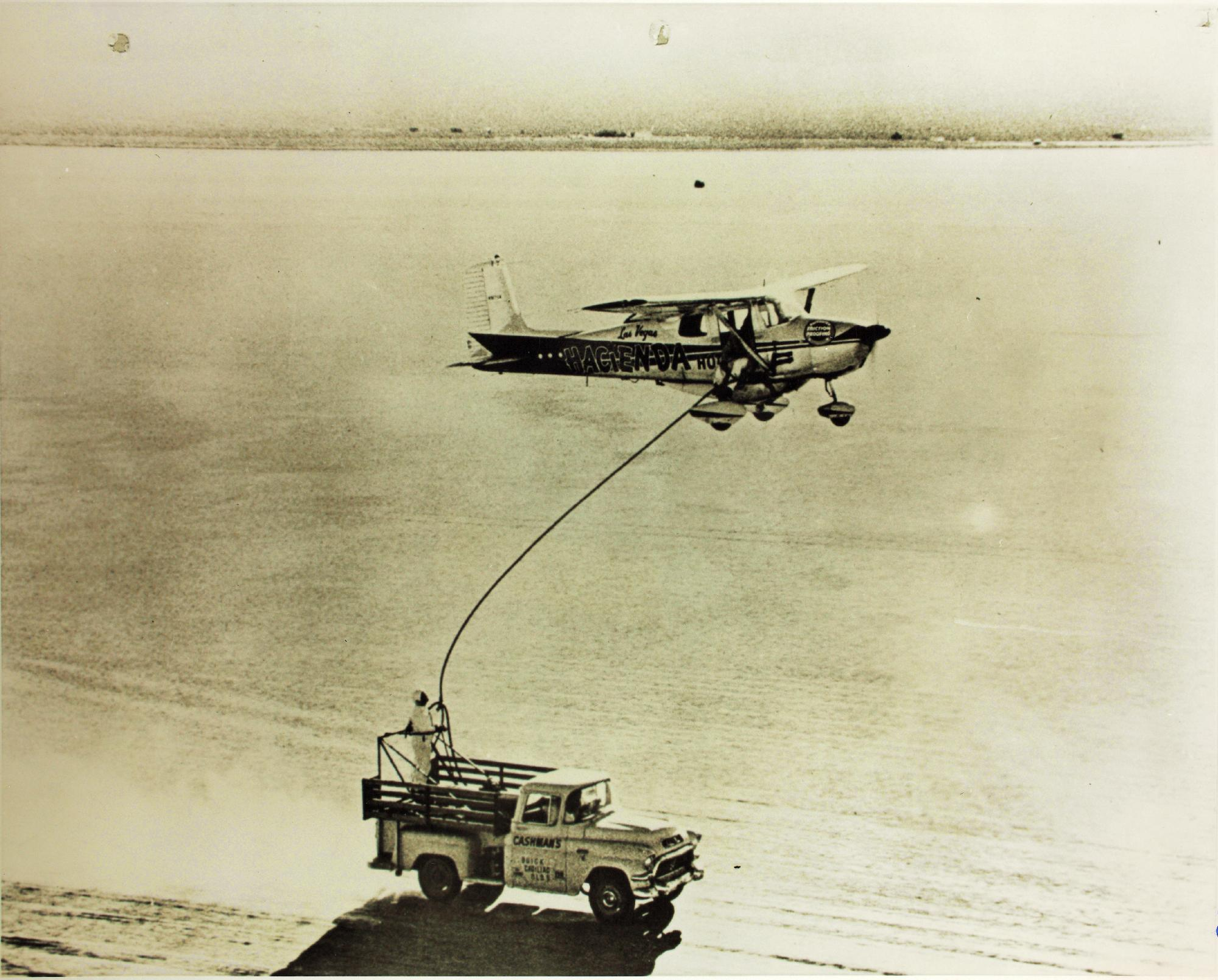
Doplňování paliva při letu Timma a Cooka
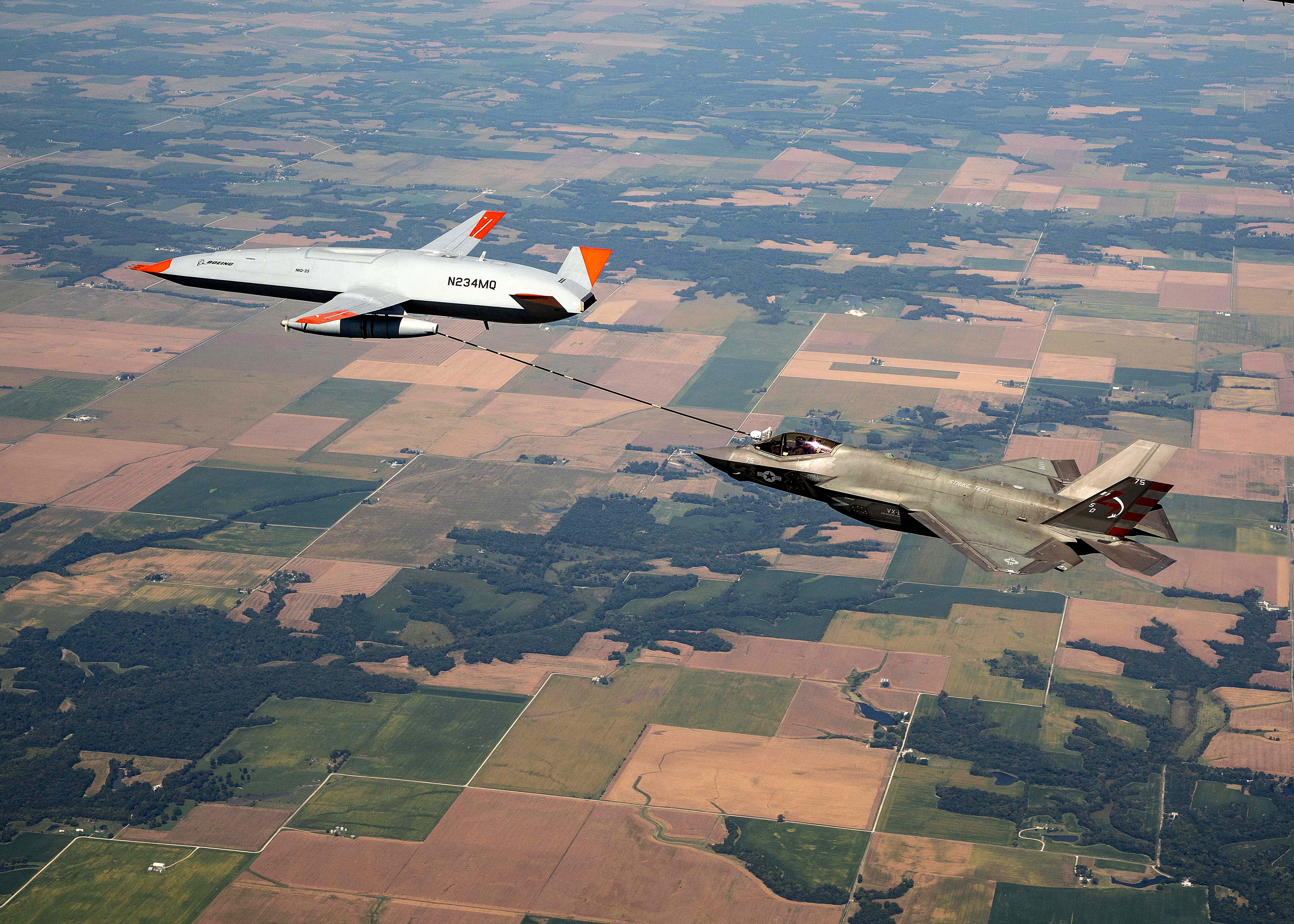
MQ-25 Stingray, bezpilotní tanker vyvíjený pro americké námořnictvo, v rámci testů doplňuje palivo stíhačce F-35C Lightning II.
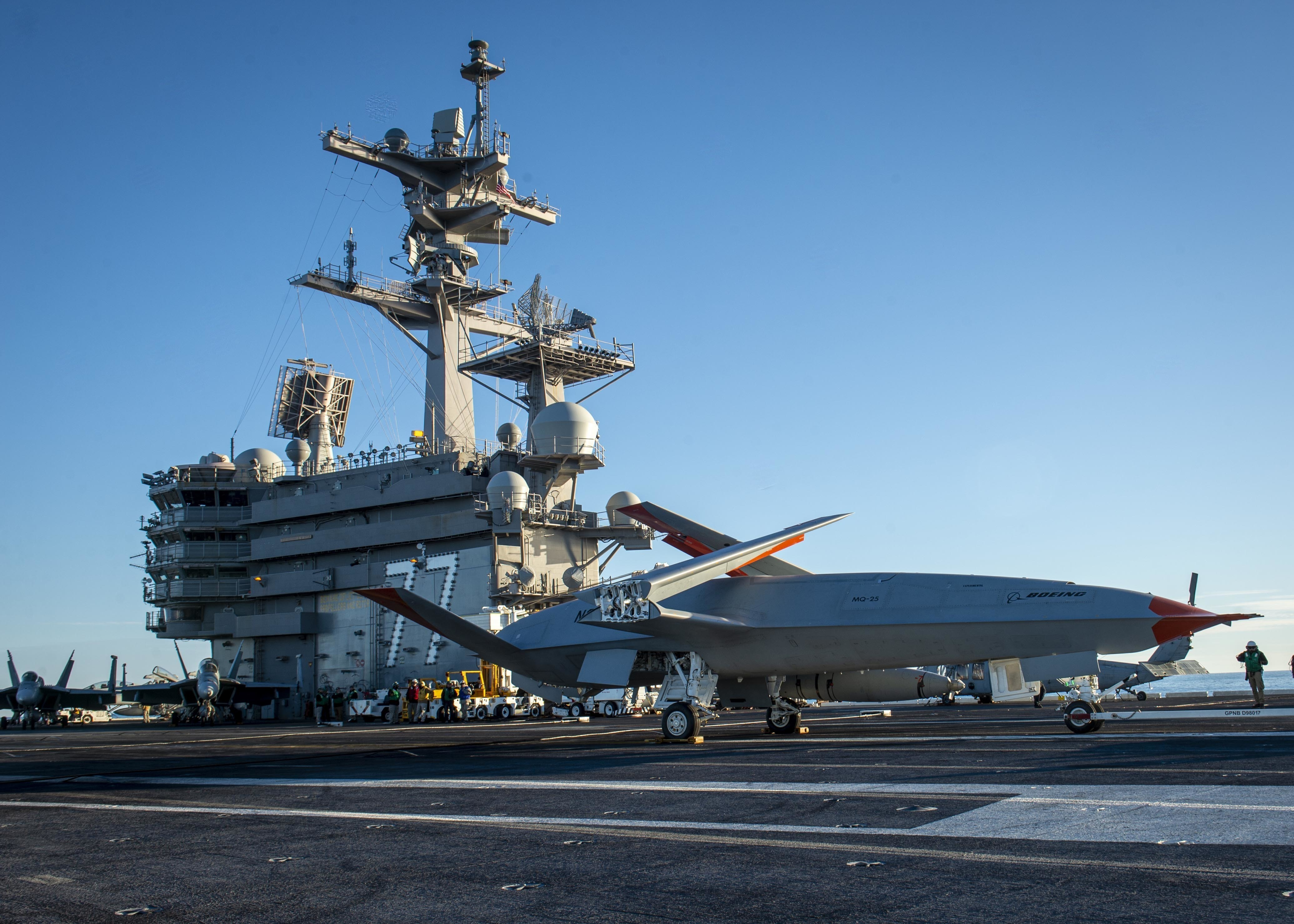
MQ-25 na palubě lodi USS George H. W. Bush

## Tankovací systémy
Pro čerpání paliva za letu se nejčastěji používá technika nazvaná ráhnový tankovací systém (anglicky je tento systém nazýván boom and receptacle nebo také flying boom) nebo hadicový tankovací systém (anglický název je probe and drogue). Kdysi se také používal systém čerpání z křídla na křídlo (anglicky wing-to-wing), avšak v současné době již není využíván.

### Hadicový tankovací systém

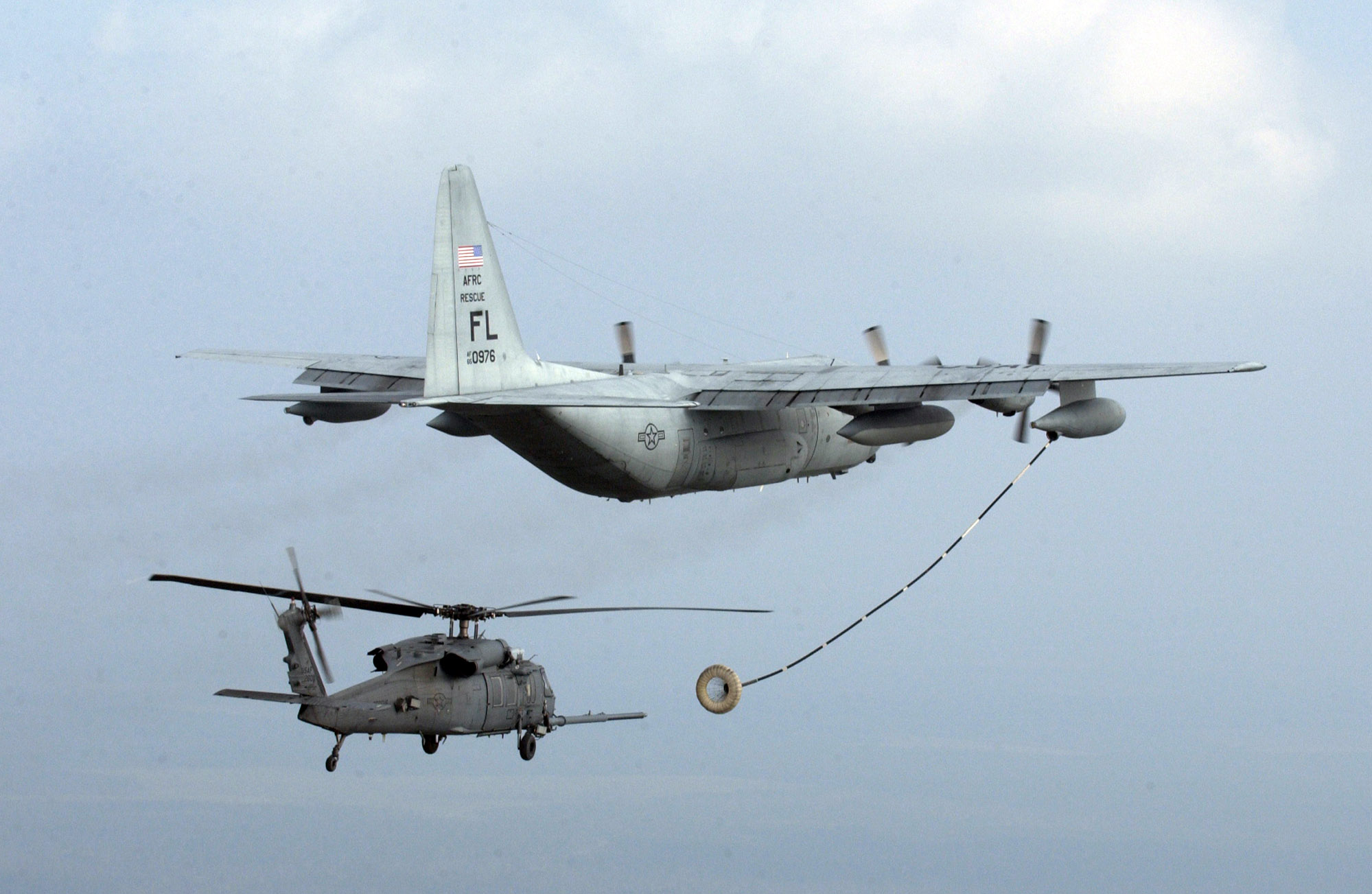
HC-130P doplňuje palivo vrtulníku HH-60 Pave Hawk pomocí hadicového tankovacího systému při pátrání po přeživších po katastrofě způsobené hurikánem Rita

Hadicový tankovací systém (anglicky probe-and-drogue) transportu paliva pomocí hadice se stabilizačními a návodnými ploškami ve tvaru košíku na konci hadice. Pro svou mobilitu a vlastnosti je tento systém využíván pro doplňování paliva vrtulníkům a bývá součástí různých rozšiřujících sad pro běžné typy letadel. Poprvé byl americkým letectvem použit 28. března 1948. 
Hadicový systém pro doplňování paliva s případnou nádrží je možné použít ve formě podvěsného kontejneru, který může být připevněn k běžnému bojovému letounu (např. stíhacímu nebo průzkumnému), který pak pak může plnit roli vzdušného tankeru aniž by pro tento účel musel být speciálně vyroben nebo upraven (angl. buddy refueling). Příklady letounů používaných tímto způsobem jsou: MiG-29K, Suchoj Su-24M, Lockheed S-3 Viking, Douglas A-4 Skyhawk, McDonnell Douglas F/A-18 Hornet, Panavia Tornado, Dassault Super Étendard a de Havilland Sea Vixen.
Tuto metodu využívají například letectva těchto zemí: Francie, Indie, Kanada, Velká Británie, Rusko, Ukrajina a další bývalé země Sovětského svazu. Používají ji také letecké složky amerického námořnictva a námořní pěchoty.

### Ráhnový tankovací systém

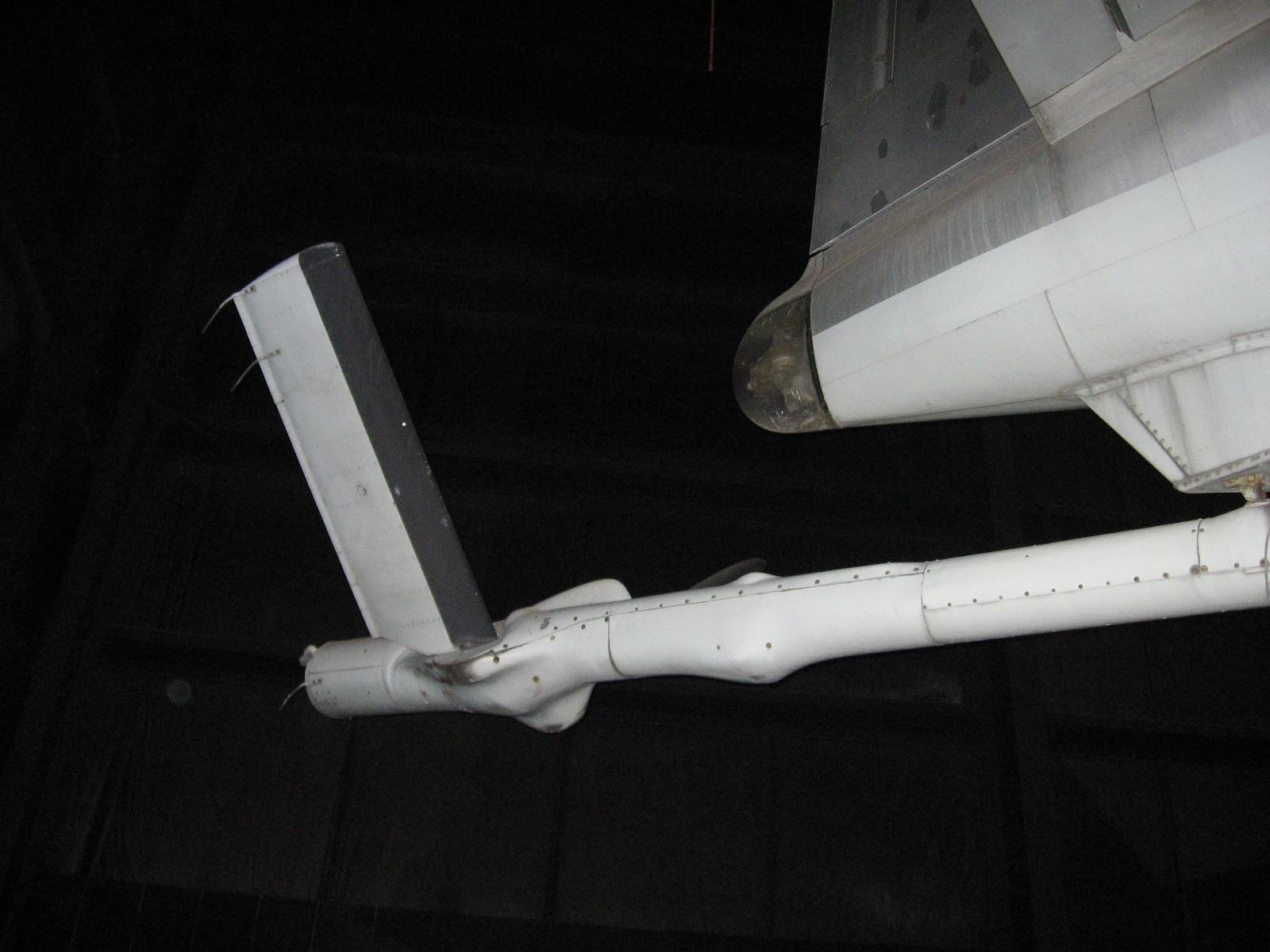
Tankovací ráhno pod zádí Boeingu KC-97

Ráhnový tankovací systém (anglicky flying boom) je tvořen teleskopickou rourou se stabilizačními křidélky, instalovanou na spodní straně zadní části tankeru. Ráhnový systém poskytuje výhodu vyšší rychlosti přečerpání paliva (přibližně pětinásobnou) a vyšší stability při vyšších rychlostech oproti hadicovému systému. Nevýhodou je komplikovanější realizace a nemožnost tímto způsobem doplňovat palivo některým letounům a zvláště vrtulníkům. Tento systém zavedlo velitelství strategických sil amerického letectva, protože hadicový tankovací systém byl pro tankování velkých letounů pomalý. Tuto metodu zkonstruoval pro firmu Boeing původně německý vědec B. A. Holman.
Ráhnový tankovací systém patří asi mezi nejrozšířenější metodu tankování paliva za letu.[zdroj⁠?!] Tuto metodu využívají například letectva těchto zemí: USA, Austrálie, Izraele, Spojené arabské emiráty, Japonsko. Francouzské letectvo tuto metodu používá pro doplňování paliva svým letounům E-3 Sentry stroji C-135FR, ačkoliv jeho ostatní letouny využívají tankování hadicovým systémem.

### Tankovací systém z křídla na křídlo
Sovětské letectvo si zvolilo po roce 1946 systém měkkého spojení z křídla na křídlo (anglicky wing-to-wing). Toto tankování probíhalo tak, že tankovaný i tankovací letoun se přiblížily s mírným převýšením a z konců křídel vypustily lanka se záchytným kováním. Po spojení lanek začal tankovaný letoun vtahovat lanka do křídla a tím vytahoval z tankeru hadici. Kování hadice se pak automaticky spojilo s rychlouzávěrem na konci tankovaného letounu. Nejdříve teklo palivo samospádem, později byla přidána čerpadla. Nejprve byly k tomuto používány Tu-2, později se používaly upravené Tu-4 a po nich Tu-16. Dobře je tankování z křídla na křídlo vidět v sovětském filmu Událost ve čtverci 36-80. Vzhledem k nebezpečnosti této metody se mezi lety 1958 a 1964 zřítilo 15 sovětských letadel a zemřelo 90 letců. Dnes se již tento systém nepoužívá.

## Příklady tankerů
Níže jo uvedeny příklady letadel používaných jako tankery. Běžné letouny schopné nést tankovací sestavu v podvěsu nejsou uvedeny.
- Handley Page Victor
- Vickers Valiant
- Vickers VC10
- Airbus A330 MRTT
- Airbus A310 MRTT, Airbus CC-150 Polaris
- Airbus A400M
- EADS/Northrop Grumman KC-45
- Boeing KB-29 Superfortress
- Boeing KB-50 Superfortress
- Boeing KC-97 Stratotanker
- Boeing KC-135 Stratotanker
- Boeing KC-46 Pegasus
- Lockheed C-130 Hercules
- Lockheed L-1011 TriStar
- Grumman KA-6D Intruder
- McDonnell Douglas KC-10 Extender
- Tupolev Tu-4
- Tupolev Tu-16
- Iljušin Il-78
- Embraer KC-390 Millennium

## Galerie

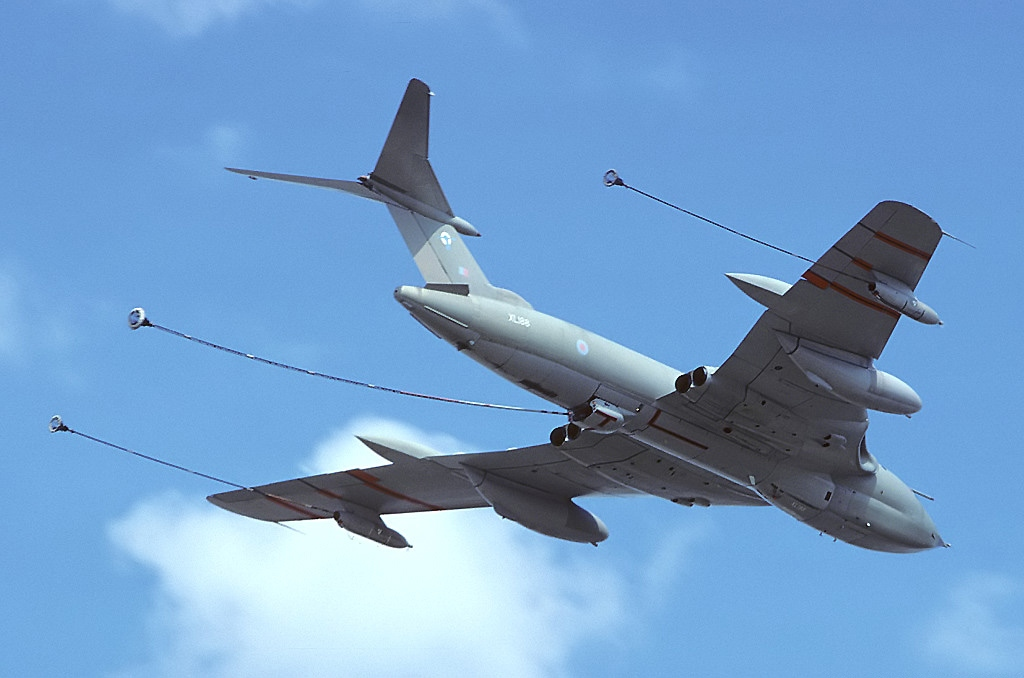
Victor K.2 Royal Air Force se třemi tankovacími hadicemi.[p 9]
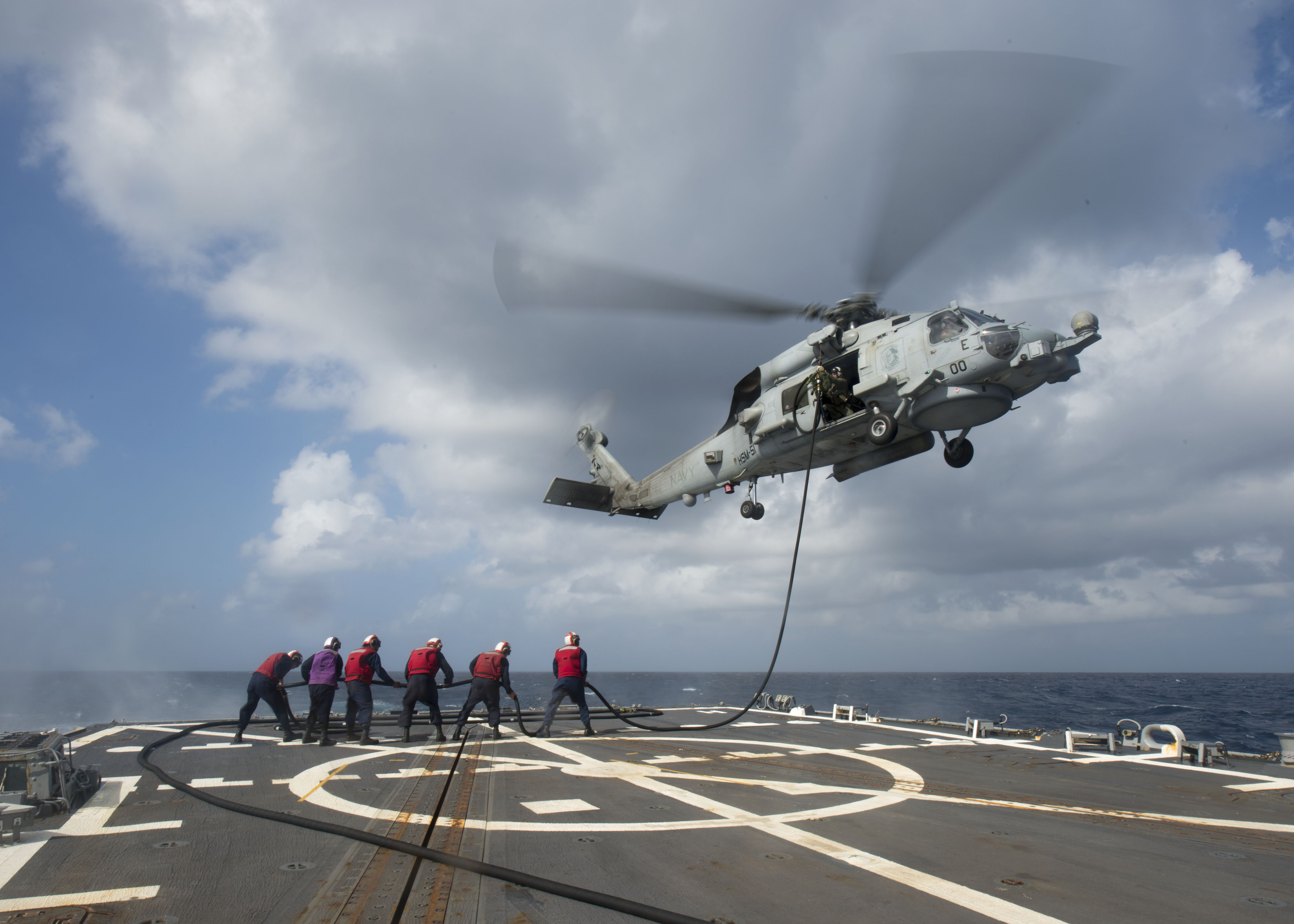
Vrtulník MH-60R ve visu doplňuje palivo z torpédoborce USS Mustin (DDG-89).
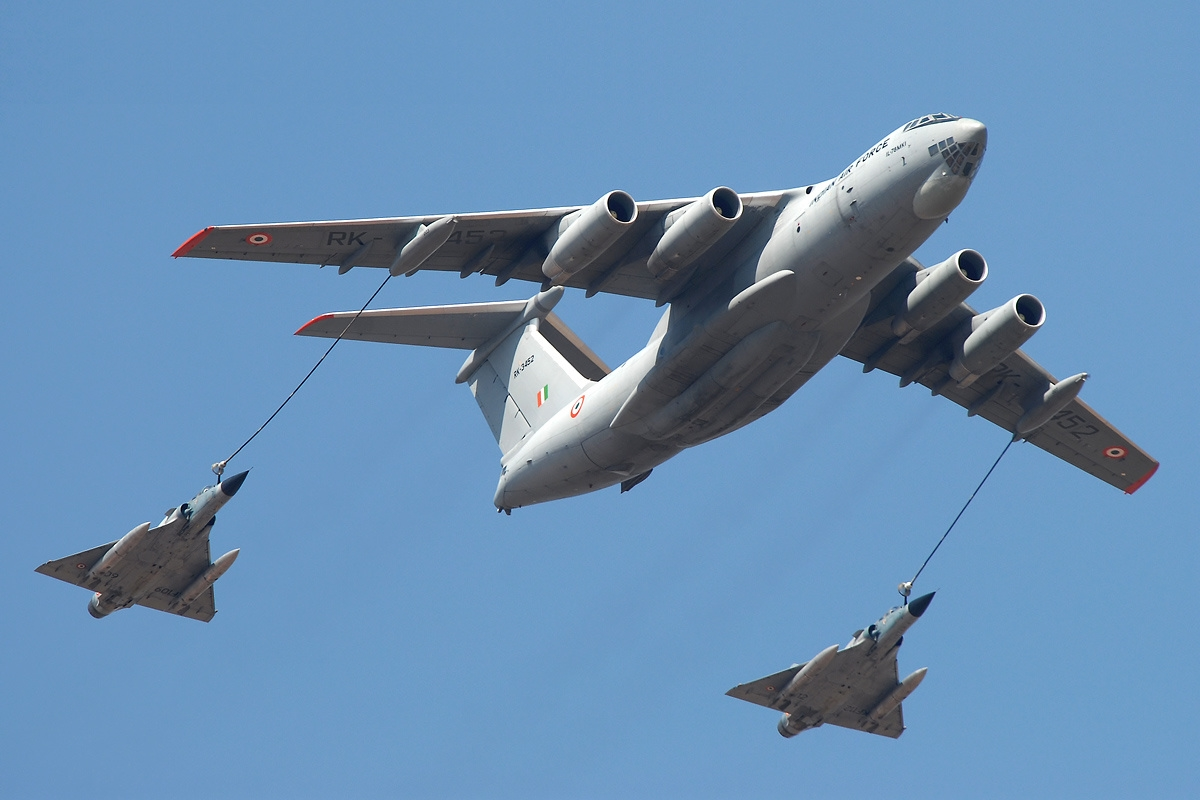
Il-78MKI Indického letectva doplňuje palivo stíhačkám Mirage 2000
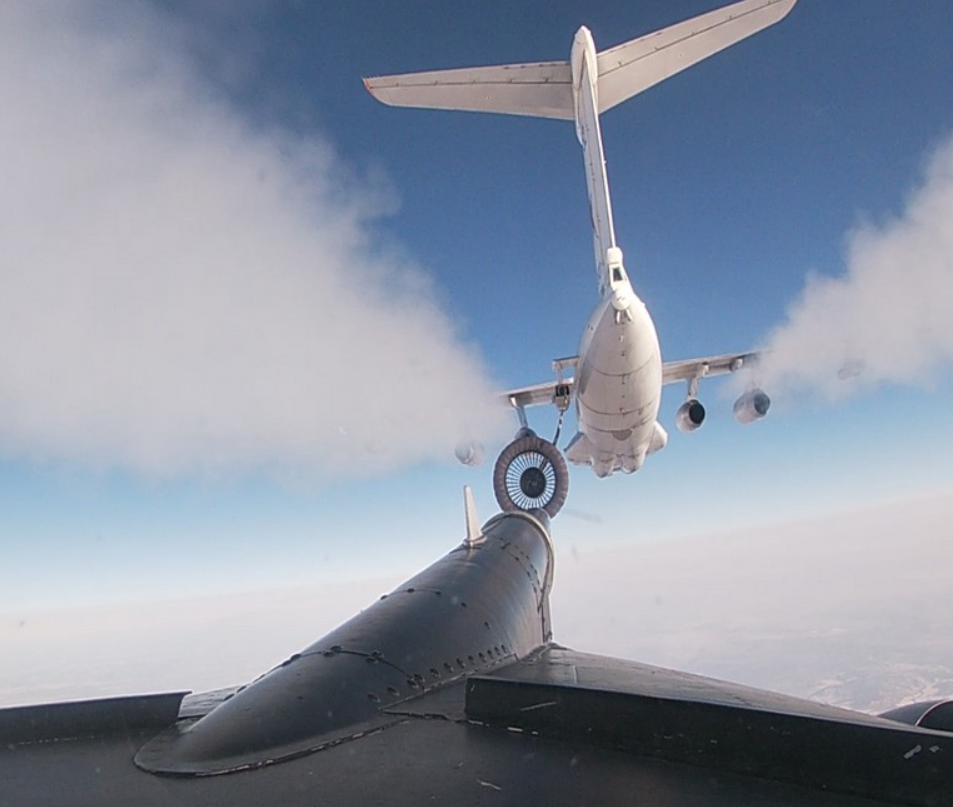
Pohled z TU-95 doplňujícího palivo z tankeru Il-78 pomocí hadicové metody
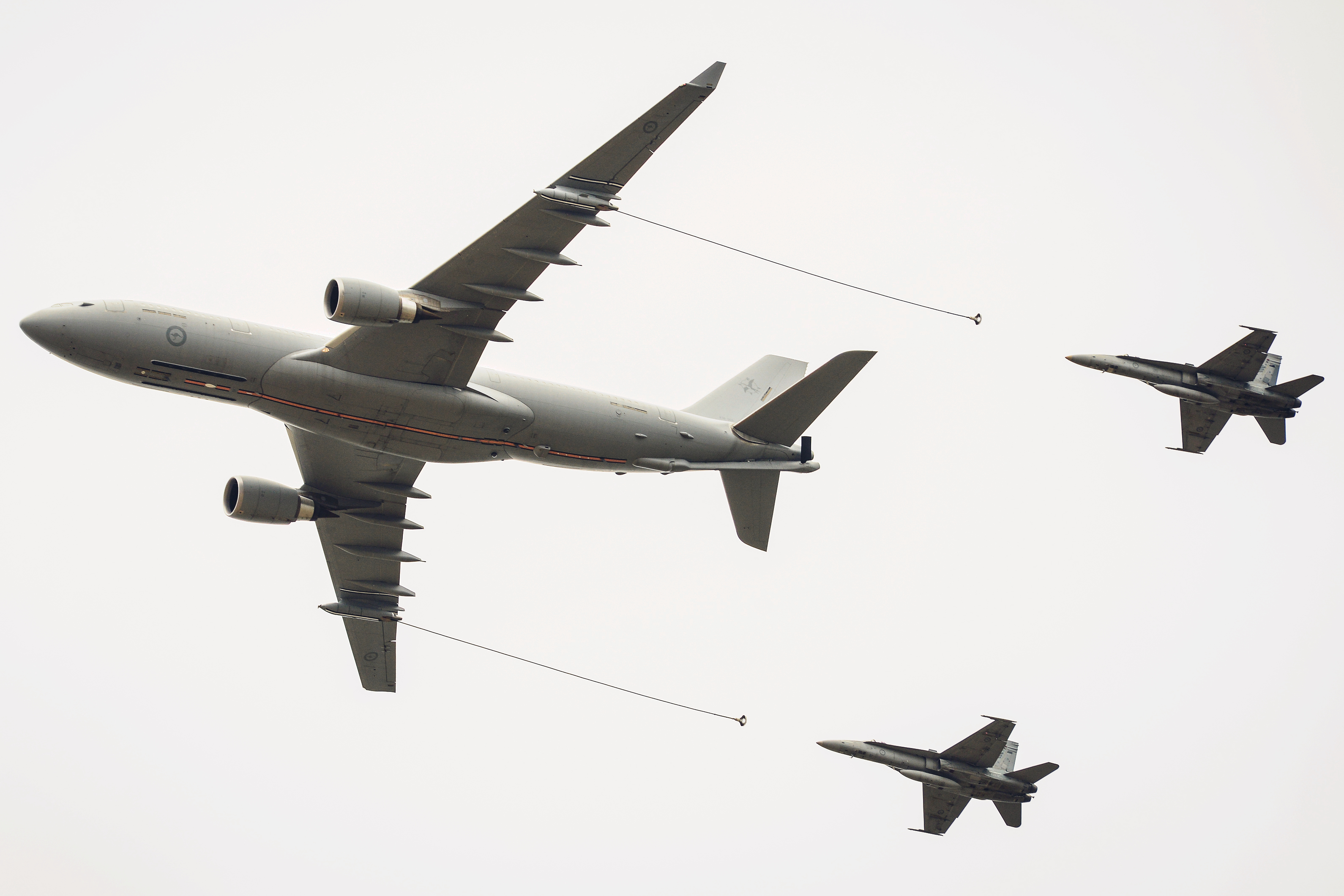
Airbus A330 MRTT vybavený jak ráhnovým tak hadicovým tankovacím systémem
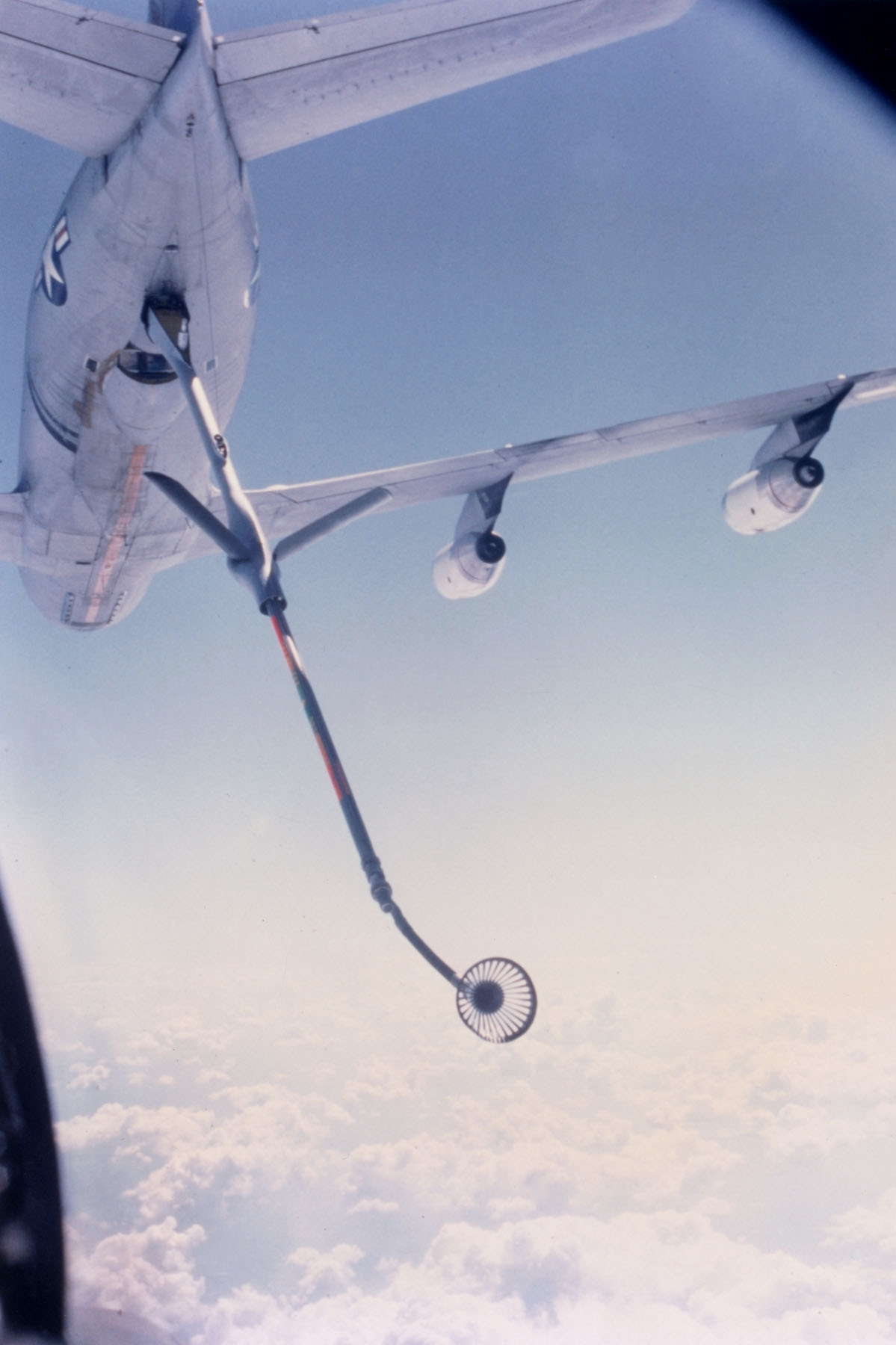
KC-135 vybavený kombinací ráhna a hadicového systému.